# Ger, Pyrénées-Atlantiques
Ger är en kommun i departementet Pyrénées-Atlantiques i regionen Nouvelle-Aquitaine i sydvästra Frankrike. Kommunen ligger i kantonen Pontacq som tillhör arrondissementet Pau. År 2022 hade Ger 2 118 invånare.

## Befolkningsutveckling
Antalet invånare i kommunen Ger
| Referens: INSEE |